# Paradicta minima
Paradicta minima är en kackerlacksart som beskrevs av Philippe Grandcolas 1992. Paradicta minima ingår i släktet Paradicta och familjen jättekackerlackor.
Artens utbredningsområde är Colombia. Inga underarter finns listade i Catalogue of Life.